# Neolin (prophète amérindien)
Neolin est un prophète des peuples autochtones du milieu du XVIIIe siècle, provenant de Tuscarawas sur la rivière Muskingum. Il fait partie des Lenapes, chassés de leurs forêts de Pennsylvanie orientale et du New Jersey et qui ont émigré vers l'Ohio dans la première moitié du XVIIIe siècle. Il est la figure de proue d'un mouvement religieux qui se développe autour de la vallée de l'Ohio à la fin de la guerre de la Conquête. Son enseignement inspire la rébellion de Pontiac en 1763-66.
Son message est l'une des premières expressions d'un militantisme pan-indien. En 1761, il commence à prêcher en faveur d'un renouveau culturel et spirituel. Les Amérindiens devaient rejeter l'influence culturelle et matérielle des Européens et se défaire de la dépendance à l'alcool et au commerce. Enfin, les Amérindiens devaient se regrouper pour chasser les Européens de leur terre.

## Description de son voyage au royaume céleste
Neolin prêche en relatant le voyage qu'il aurait réalisé au royaume céleste. Après 8 jours de marche, il aurait atteint une prairie d'où partaient trois chemins. Il décide alors de prendre le plus large mais après une demi-journée de marche il voit sortir de terre un feu qui grandit à mesure qu'il s'en approche. Effrayé, il fait demi-tour et prend le deuxième chemin, mais après quelques heures, il rencontre une nouvelle fois le feu. Rebroussant à nouveau chemin, il s'engage alors sur la troisième voie où il peut voyager sans encombre durant une journée. Il voit alors une montagne d'une merveilleuse blancheur et en s'approchant il rencontre une femme d'une grande beauté. Elle lui explique que pour rencontrer le Maître de la vie, il doit se dévêtir, abandonner toutes ses possessions et se baigner dans la rivière à proximité. Une fois cela fait, il pourra escalader la montagne. Neolin obéit aux instructions et effectue l'ascension. Arrivé au sommet, il aperçoit trois villages et prend la route du plus attrayant. En chemin, il se rappelle qu'il est nu et s'arrête, hésitant sur la conduite à tenir. Une voix lui dit de poursuivre sa route et une fois arrivée au village, il est accueilli par le Maître de la vie. Ce dernier se présente comme le créateur du ciel et de la terre. Mécontent de ses enfants indiens, il leur a envoyé, pour les punir de leurs transgressions, les souffrances qu'ils subissent. Il dénonce leur dépendance à l'alcool de l'homme blanc, leur polygamie, leur promiscuité sexuelle, leur sorcellerie et leurs querelles. Mais surtout, ils l'ont grandement offensé en tolérant l'intrus européen sur la terre qu'il a faite pour eux. Pour regagner ses faveurs, les indiens devaient chasser les Européens et n'adresser des prières qu'au Maître de la vie.